# Radiodifusió Pública de Geòrgia
Radiodifusió Pública de Geòrgia (en georgià: საქართველოს საზოგადოებრივი მაუწყებელი - Sakartvelos Sasogadoebriwi Mauzkebeli), també coneguda per les sigles GPB (en georgià, სსმ), és l'empresa de radiodifusió pública de la República de Geòrgia. Actualment gestiona dues emissores de ràdio, dos canals de televisió i la radiodifusora de la república autònoma d'Adjària.
És membre actiu de la Unió Europea de Radiodifusió des de 2005.

## Història
Les primeres emissions de radi a Geòrgia van començar el 23 de maig de 1925 com a Ràdio Tiflis, mentre que el primer canal de televisió va iniciar la seva activitat el 30 de desembre de 1956. La programació va passar a ser diària a partir de 1961. El desenvolupament dels mitjans de comunicació a Geòrgia va impulsar la creació d'una segona cadena de televisió en 1971 i la construcció d'una torre de comunicacions a Tbilisi en 1972, amb la qual es va donar cobertura de ràdio i televisió a les zones més allunyades del territori.
Amb la independència de Geòrgia en 1991, els transmissors de ràdio i televisió van quedar sota control del nou estat i es va adoptar el nom «Corporació de Ràdio i Televisió de Geòrgia». La situació política del país, marcada per la guerra d'Abkhàzia, va deixar a l'empresa sota mínims amb només un canal de ràdio i un altre de televisió.
Després de la revolució de les roses de 2003, el parlament de Geòrgia va aprovar una nova Llei Audiovisual al desembre de 2004. La corporació va passar a ser de titularitat pública i va passar a anomenar-se «Radiodifusió Pública de Geòrgia». Des d'aleshores gestiona a nivell nacional dos canals de televisió i dues emissores de ràdio.

## Organització

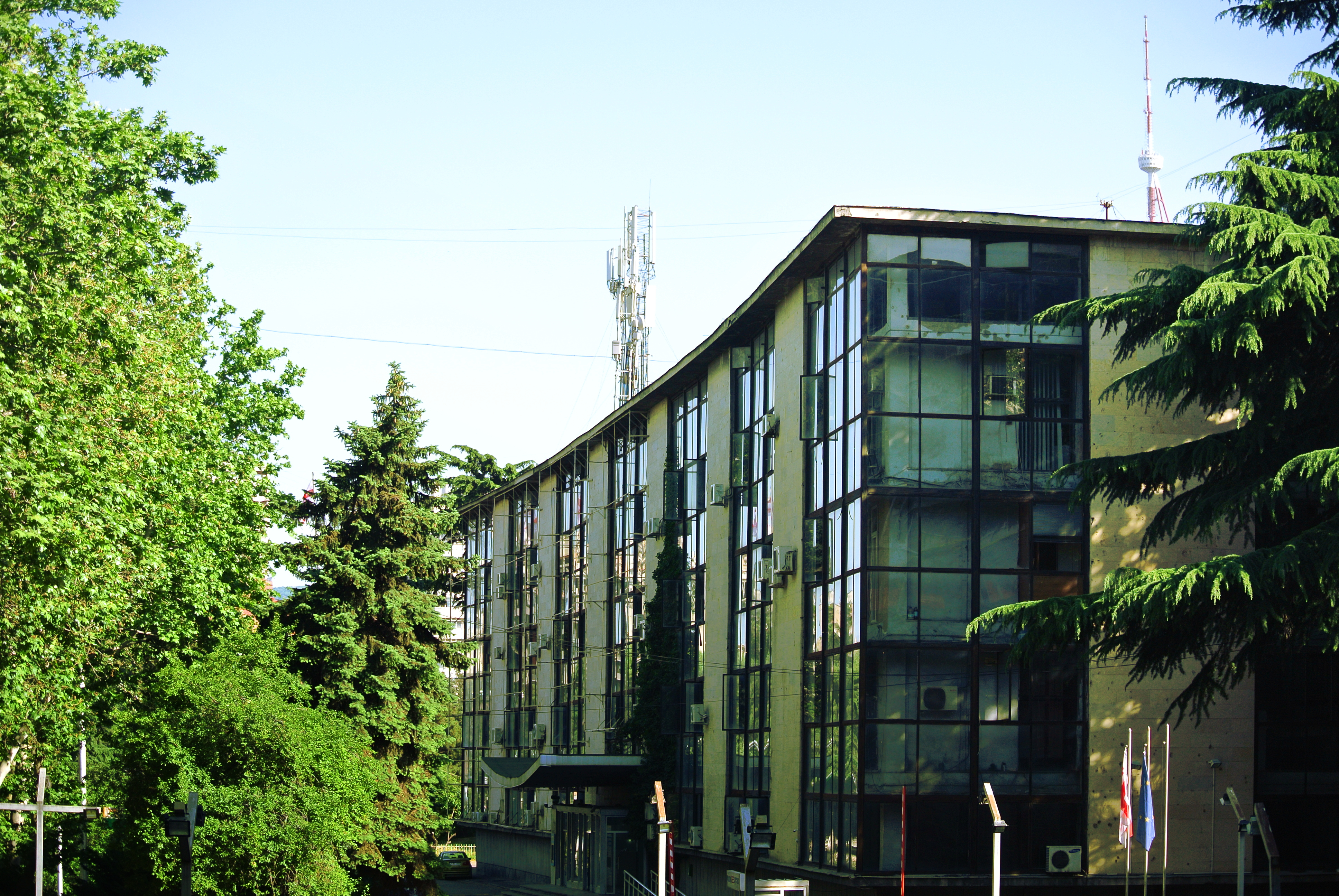
Seu de la Radiodifusió Pública de Geòrgia a Tbilisi.

Radiodifusió Pública de Geòrgia és una empresa pública controlada per l'estat georgià. Entre els seus objectius estableix atendre les necessitats i interessos de la societat georgiana, oferint-li la major varietat possible d'informació i coneixements. Per a això assenyala metes com difondre iniciatives socials, defensar l'herència cultural i tradicions, mantenir un correcte ús de l'idioma, garantir la identitat dels ciutadans i evitar qualsevol tipus de manipulació política, econòmica o d'una altra classe.
El major òrgan és la Junta Directiva, que vigila el compliment del servei públic. Està compost per nou membres amb un mandat de sis anys, amb opció a una sola renovació, als qui se'ls exigeix un mínim de cinc anys d'experiència en mitjans de comunicació. Un terç d'aquest consell es renova cada dos anys. L'aprovació de nous membres depèn del parlament i es reparteix de la següent forma: dos nominats pel Defensor Públic de Geòrgia, sis nominats pel parlament i un nominat pel consell suprem d'Adjària.
El grup es finança amb aportacions directes de l'estat i amb l'emissió de publicitat.

## Serveis

### Ràdio
- Radio 1: (102.4 FM). Emissora generalista amb informació i entreteniment. Emet des de 1925.
- Radio 2: (100.9 FM). Ofereix música i programes educatius. Emet des de 1995.
- Radio Ayaria. servei autònom de radi per Adjària.

### Televisió
- 1TV: Ofereix una programació generalista amb sèries, entreteniment, informatius i esdeveniments especials com els Jocs Olímpics o el Festival d'Eurovisió. Va començar les seves emissions el 30 de desembre de 1956.
- 2TV: Televisió de servei públic amb retransmissió de sessions parlamentàries, entrevistes i compareixences. Anteriorment va ser un canal alternatiu i educacional, però la falta de fons de la radiodifusió pública ha propiciat el seu tancament en dues ocasions. Va ser reinaugurado amb la programació actual al febrer de 2010.
- Ayaria TV: televisió autònoma per Adjària.